# Keith Laumer
John Keith Laumer (9 de Junho de 1925 – 23 de Janeiro de 1993) foi um escritor estadunidense de ficção científica. Antes de se tornar um escritor em tempo integral, ele foi oficial da Força Aérea dos Estados Unidos e diplomata do Serviço de Relações Exteriores dos Estados Unidos. Seu irmão mais velho, March Laumer, também era escritor, conhecido por suas reinterpretações adultas da Terra de Oz (também mencionado em The Other Side of Time de Laumer). Frank Laumer, seu irmão mais novo, é um historiador e escritor.

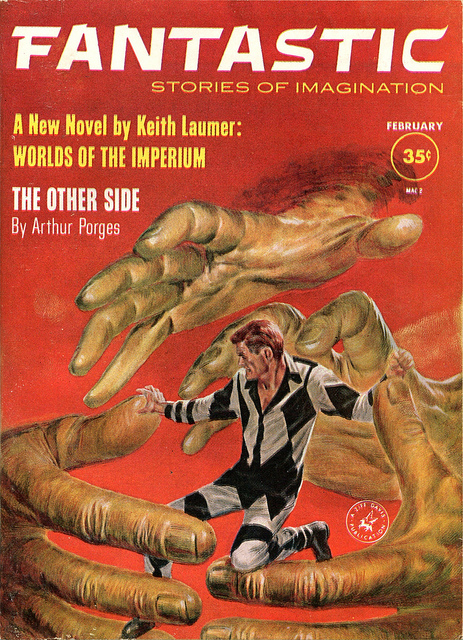
O romance de Laumer, Worlds of the Imperium, foi publicado em série na revista Fantastic em 1961.

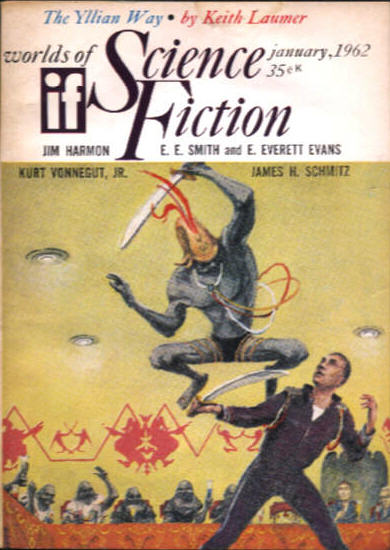
"The Yillian Way" de Laumer, uma história de " Retief ", foi capa da edição de janeiro de 1962 da If

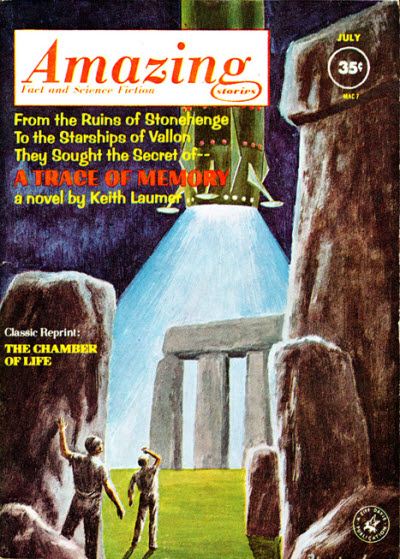
O romance de Laumer, A Trace of Memory, foi serializado em Amazing Stories em 1962.

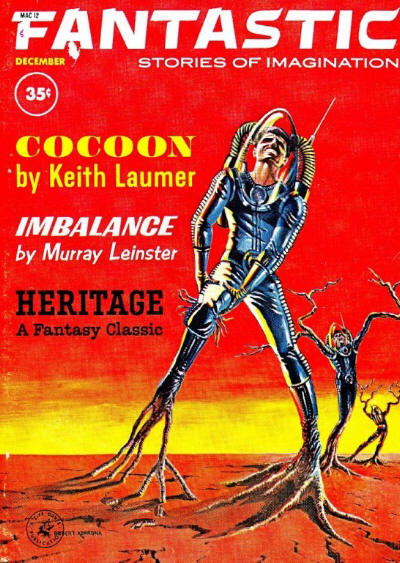
"Cocoon" de Laumer foi a história de capa da edição de dezembro de 1962 do Fantastic

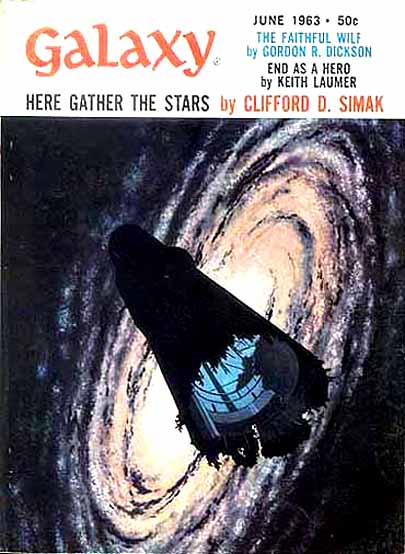
O romance de Laumer "End as a Hero" foi capa da edição de junho de 1963 da Galaxy Science Fiction

## Juventude
Keith Laumer nasceu em 1925 em Syracuse, Nova York. Ele frequentou a Universidade de Indiana, 1943-44, e serviu nas Forças Aéreas do Exército dos Estados Unidos na Segunda Guerra Mundial na Europa. Mais tarde, ele frequentou a Universidade de Stockholm, 1948-49, e então recebeu o diploma de bacharel em arquitetura em 1950 pela Universidade de Illinois. Ele serviu duas vezes na Força Aérea dos Estados Unidos, 1953-56 e 1960-65, alcançando o posto de capitão no último turno. Entre os dois mandatos no exército, Laumer foi membro do Serviço de Relações Exteriores dos Estados Unidos na Birmânia.
No final dos anos 1950, o Sr. Laumer voltou para a Flórida e comprou uma pequena ilha de dois acres em um lago no condado de Hernando, perto de Weeki Wachee. Ele residiria lá pelo resto de sua vida.
Por volta dessa época, ele voltou sua atenção para a escrita, especificamente ficção científica; seu primeiro trabalho, um conto, foi publicado em abril de 1959.

## Carreira de escritor
Keith Laumer é conhecido pelas histórias Bolo e Retief. As histórias do primeiro narram a evolução de super tanques que eventualmente se tornaram autoconscientes por meio da melhoria constante resultante de séculos de guerra intermitente contra várias raças alienígenas. O último lida com as aventuras de um cínico diplomata viajante do espaço que constantemente tem que superar as falhas burocráticas de pessoas com nomes como o embaixador Grossblunder. As histórias de Retief foram muito influenciadas pela carreira anterior de Laumer no Serviço de Relações Exteriores dos Estados Unidos. Em uma entrevista com Paul Walker, do Luna Monthly, Laumer afirma: "Não faltaram memórias iníquas do Serviço de Relações Exteriores".
Além de suas histórias Bolo e Retief, as aventuras mais sérias de Laumer incluíam os temas de viagem no tempo e aventuras em mundos alternativos, como as encontradas em O Outro Lado do Tempo, Um Traço de Memória e Praia dos Dinossauros.
Quatro de seus trabalhos mais curtos receberam indicações ao Prêmio Hugo ou Nebula ("In the Queue", foi indicado para ambos) e seu romance A Plague of Demons (1965) recebeu uma indicação para o Prêmio Nebula de Melhor Romance em 1966.
Durante os anos de pico de 1959 a 1971, Laumer foi um prolífico escritor de ficção científica. Seus romances e contos tendem a seguir um dos três padrões:
- aventuras rápidas e diretas no tempo e no espaço, com ênfase no lobo solitário, protagonistas sobre-humanos latentes, autossacrifício e transcendência;
- comédias amplas, às vezes exageradas;
- trabalho experimental beirando a ficção científica New Wave.

Em 1971, Laumer sofreu um derrame enquanto trabalhava no romance The Ultimax Man. Como resultado, ele não conseguiu escrever por alguns anos. Como ele explicou em uma entrevista com Charles Platt publicada no Dream Makers Volume II (1983), ele se recusou a aceitar o diagnóstico dos médicos. Ele veio com uma explicação alternativa e desenvolveu um programa de tratamento alternativo (e muito doloroso). Embora ele não tenha sido capaz de escrever no início dos anos 1970, ele publicou vários livros que não haviam sido publicados na época do derrame.

Em meados da década de 1970, Laumer se recuperou parcialmente do derrame e retomou a escrita. No entanto, a qualidade de seu trabalho foi prejudicada e sua carreira declinou. Nos últimos anos, Laumer também reutilizou cenários e personagens de trabalhos anteriores para criar novos livros, que um crítico considerou que limitavam seu apelo:
Infelizmente, Retief to the Rescue não se parece tanto com um novo romance Retief, mas uma espécie de Cuisinart mélange de livros anteriores. 
Suas criações Bolo eram populares o suficiente para que outros autores escreveram romances autônomos de ficção científica sobre elas.
Uma antologia "Criada por Keith Laumer", Vegetais Perigosos, apareceu em 1998. Na verdade editada por Martin H. Greenberg e Charles G. Waugh, a introdução do livro (por Ben Bova) dizia que o livro foi ideia de Laumer, mas ele morreu sem terminar isto.

### Bolo
Livros sobre os tanques autoconscientes do Bolo.
- Bolo: Annals of the Dinochrome Brigade (1976)
- Rogue Bolo (1986)
- The Stars Must Wait (1990)
- The Compleat Bolo (1990) (includes Bolo and Rogue Bolo)

### Retief
Aventuras satíricas de Retief, o diplomata galáctico. A maioria são coleções; romances são mostrados como (n).
- Envoy to New Worlds (1963) (see Retief Unbound (1979)) posteriormente expandido como Retief: Envoy to New Worlds (1987)
- Galactic Diplomat (1965)
- Retief's War (1966) (n)
- Retief and the Warlords (1968) (n)
- Retief: ambassador to space; seven incidents of the Corps diplomatique terrestrienne (1969)
- Retief of the CDT (1971)
- Retief's Ransom (1971) (n)
- Retief: Emissary to the Stars (1975)
- Retief at Large (1978)
- Retief Unbound (1979) (incluindo Retief's Ransom e cinco das seis histórias de Envoy to New Worlds) (see Retief: Envoy to New Worlds (1987))
- Retief: Diplomat at Arms (1982) (versão revisada de Galactic Diplomat)
- Retief to the Rescue (1983) (n)
- The Return of Retief (1984) (n)
- Retief in the Ruins (1986) (três histórias, duas originais incluindo a história do título)
- Retief and the Pangalactic Pageant of Pulchritude (1986) (incluindo Retief's Ransom e a história do título original)
- Retief: Envoy to New Worlds (1987) (Envoy to New Worlds mais uma história)
- Reward for Retief (1989) (n)
- Retief and the Rascals (1993) (n)
- Retief! (posthumous, ed. Eric Flint) (2002) (Envoy to New Worlds, Galactic Diplomat, Retief's War, além da primeira história de Retief story, "Diplomat-at-Arms" (1960))

### Imperium
Livros ambientados no Imperium mythos: um continuum de mundos paralelos policiados pelo Imperium, um governo baseado em uma Estocolmo alternativa. No romance de ficção científica Worlds of the Imperium, o Imperium é formado em uma história alternativa onde a Revolução Americana não ocorreu, e o Império Britânico e a Alemanha se fundiram em um império unificado em 1900. O protagonista, o diplomata americano Brion Bayard, é sequestrado pelo Império porque o Brion Bayard em uma terceira Terra paralela está travando uma guerra contra seus sequestradores. Outras aventuras se seguem depois que Bayard decide permanecer a serviço do Império.
- Worlds of the Imperium (1962)
- The Other Side of Time (1965)
- Assignment in Nowhere (1968)
- Beyond the Imperium (edição omnibus de The Other Side of Time and Assignment in Nowhere) (1981)
- Zone Yellow (1990)
- Imperium (edição omnibus de Worlds of the Imperium, Assignment in Nowhere e The Other Side of Time, ed. Eric Flint) (2005)

### Time Trap
- Time Trap (1970)
- Back to the Time Trap (1992)

### Lafayette O'Leary
Um equivalente cômico do Imperium mythos, no qual o herói tem a habilidade de viajar para Terras alternativas feudais / mágicas.
- The Time Bender (1966)
- The World Shuffler (1970)
- The Shape Changer (1972)
- The Galaxy Builder (1984)
- The Universe Twister (2008) (reimpressão de The Time Bender, The World Shuffler e The Shape Changer, editado por Eric Flint)

### The Avengers(baseado na série de TV)
- #5: The Afrit Afair (1968)
- #6: The Drowned Queen (1968)
- #7: The Gold Bomb (1968)

### The Invaders(novelas originais baseadas na série de TV)
- The Invaders (título do Reino Unido The Meteor Men: A Story of Invaders publicado por Anthony LeBaron) (1967)
- Enemies From Beyond (1967)
- Army of the Undead por Rafe Bernard (1967)

### Livros autônomos
- A Trace of Memory (1963)
- The Great Time Machine Hoax (1964)
- A Plague of Demons (1965)
- Catastrophe Planet (1966)
- Earthblood (com Rosel George Brown) (1966)
- The Monitors (filmado em 1969) (1966)
- Galactic Odyssey (1967)
- Planet Run (com Gordon R. Dickson) (1967)
- The Long Twilight (1969)
- The House in November (1970, ampliado da série If The Seeds of Gonyl)
- The Star Treasure (1971)
- Dinosaur Beach (1971) (originalmente serializado como The Time Sweepers in 1969)
- The Infinite Cage (1972)
- Night of Delusions (1972)
- The Glory Game (1973)
- The Ultimax Man (1978)
- Star Colony (1982)
- End as a Hero (1985)
- Judson's Eden (1991)
- Beenie in Oz (com March Laumer, Tyler Jones, Michael J. Michanczyk) (1997)

### Coleções
- Nine by Laumer (1967)
- The Day Before Forever and Thunderhead (dois romances curtos) (1969)
- Greylorn (1968)
- It's a Mad, Mad, Mad Galaxy (1968)
- Five Fates (1970) (Laumer é o escritor principal de um conceito sobre o qual cinco autores escreveram)
- Once There Was a Giant (a história do título apareceu como um "romance curto" na Revista de Fantasia e Ficção Científica em novembro de 1968) (1971)
- The Big Show (1972)
- Timetracks (1972)
- The Undefeated (1974)
- The Best of Keith Laumer (1976)
- The Breaking Earth (1981) (Catastrophe Planet mais um par de ensaios)
- Knight of Delusions (Night of Delusions mais dois contos) (1982)
- Chrestomathy (1984) (coleção incluindo muitos trechos)
- Once There Was a Giant (1984) (coleção de duas novelas mais uma apreciação de Sandra Miesel; não relacionado à coleção de 1971 com o mesmo nome)
- The Other Sky and The House in November (coleção de duas novelas) (1985)
- The Star Treasure (1986) (o romance de 1971 mais três contos)
- Alien Minds (1991)
- Odyssey (posthumous omnibus, ed. Eric Flint) (2002) (inclui Galactic Odyssey and Dinosaur Beach e cinco contos)
- Keith Laumer: The Lighter Side (posthumous omnibus, ed. Eric Flint) (2002) (inclui Time Trap e The Great Time Machine Hoax e oito contos, incluindo o conto de 1966 "The Body Builders"[5]
- A Plague of Demons and Other Stories (2003) (omnibus póstumo, ed. Eric Flint; A Plague of Demons e sete contos)
- Future Imperfect (2003) (omnibus póstumo, ed. Eric Flint; inclui Catastrophe Planet e seis contos)
- Legions of Space (2004) (omnibus póstumo, ed. Eric Flint; inclui A Trace of Memory e Planet Run e três contos)
- The Long Twilight and Other Stories (2007) (omnibus póstumo, ed. Eric Flint; inclui The Long Twilight e Night of Delusions e quatro contos)
- Earthblood and Other Stories (2008) (posthumous omnibus, ed. Eric Flint; inclui Earthblood (com Rosel George Brown), três histórias de Laumer e seis das histórias de Brown)
- Keith Laumer's Retief: The Worlds of IF Collection (2020) (ed. Christopher Broschell), inclui Diplomat-At-Arms, The Frozen Planet, Gambler's World, The Yillian Way, The Madman From Earth, Retief of the Red-Tape Mountain, Aide Memoire, Intercâmbio cultural, O deserto e as estrelas, Solução salina, O mais poderoso Qorn, O governador de Glave, A cidade que cresceu no mar, O príncipe e o pirata, O castelo de luz e retiro, Deus-orador. [6]

### Histórias curtas
- "Doorstep". Galaxy, 1961.
- "The King of the City". Galaxy, 1961.
- "Gambler's World". If, 1961.
- "End as a Hero". Galaxy, 1963.
- "A Bad Day for Vermin". Galaxy, 1964.
- "War Against the Yukks". Galaxy, 1965.
- "The Body Builders". Galaxy, 1966.
- "Thunderhead". Galaxy, 1967.
- "The Big Show". Galaxy, 1968.
- "Test to Destruction". Dangerous Visions, 1967.

### Sem gênero
- How to Design and Build Flying Models (1960)
- Embassy (1965)
- Deadfall (título alternativo Fat Chance, filmado como Peeper em 1975) (1971)

### Quadrinhos

#### Mad Dog Graphics:Keith Laumer's Retief
1. Policy (1987)
2. Sealed Orders (1987)
3. Protest Note (1987)
4. Saline Solution (1987)
5. Ultimatum (1988)
6. The Forest in the Sky (1988)

#### Adventure Comics:Keith Laumer's Retief
1. The Peace Makers (1989)
2. Ballots and Bandits (1990)
3. Mechanical Advantage (1990)
4. Aide Memoire (1990)
5. Wicker Wonderland (1990)

#### Adventure Comics:Retief and the Warlords
- Four issues (1991)

#### Adventure Comics:Retief: Diplomatic Immunity
1. The Forbidden City (1991)
2. The Castle of Light (1991)

#### Adventure Comics:Retief the Giant Killer
1. The Giant Killer (1991)

#### Adventure Comics:Retief: Grime & Punishment
1. Grime & Punishment (1991)

#### Adventure Comics
- 1 Paperback